# Гвардия (футбольный клуб, Ватикан)
«Гвардия» (итал. FC Guardia) — ватиканский футбольный клуб, основанный в 1934 году. Домашние матчи проводит на стадионе имени Святого Петра, вмещающем 500 зрителей. Выступает в высшем дивизионе чемпионата страны.

## История
Клуб был официально основан в 1934 году и представляет в национальном первенстве Папскую швейцарскую гвардию. Действующим президентом команды является Кристоф Граф, а главным тренером — Фабио Бортолуцци. С момента своего создания коллектив еще ни разу не становился чемпионом Ватикана. В октябре 2017 года команда посетила с дружеским визитом базу немецкого клуба «Бавария», провела с ней товарищеский матч, после чего встретилась с наставником мюнхенцев Карло Анчелотти.